# 有机锂试剂
有机锂试剂是含有碳原子与锂原子直接成键的一类有机金属化合物。锂原子具有天然的电正性，因此有机锂化合物的大部分电荷密度被推向了化学键上的碳原子一端，从而易形成碳负离子。有机锂化合物是一种极强的碱和亲核试剂。

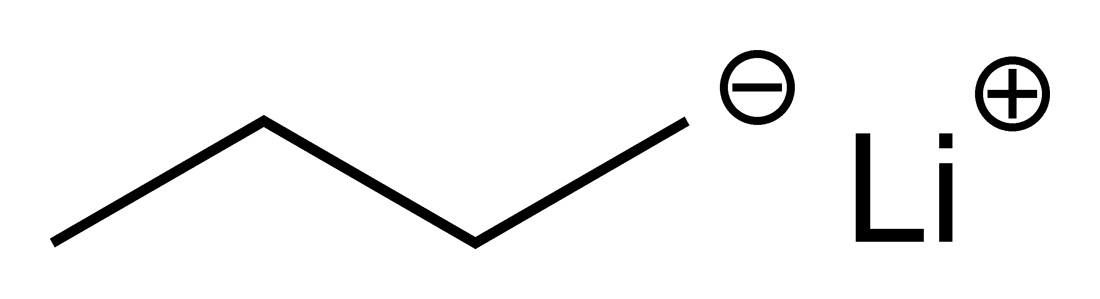
常用的有机锂试剂：正丁基锂

## 制备
1. 工业上制备有机锂试剂通过卤代烃与锂金属反应，如：R–X + 2 Li → R–Li + LiX。[1] 该合成的副反应，尤其是碘代烷烃的副反应是发生Wurtz反应，即：R–Li物种与R–X物种形成R–R偶联产物。氯代烷烃与溴代烷烃作为底物时能几乎完全避免该副反应。
2. 第二种制法是卤代烷烃R–X或芳基烷基硫化物Ar–S–R与锂盐自由基负离子发生反应，如：萘锂。该自由基负离子可通过芳环系统的还原反应制备，如：萘与金属锂反应。由于在有机还原反应中，卤代烷烃与自由基负离子的反应速率远快于直接与金属锂发生的反应速率，因此该反应可适用于一些特殊的有机锂化合物的制备。
3. 第三种制法是有机卤代化合物R–X（通常为碘代物R–I或溴代物R–Br）与有机锂类化合物（通常为正丁基锂、仲丁基锂或叔丁基锂）发生金属－卤素交换反应。由于该反应为一种平衡反应，因此反应之成功与否取决于：形成的锂试剂比原料锂试剂是否具备更好的稳定性。该方法常用于制备乙烯基，芳基或一级烷基锂试剂，它对于某些锂化合物的制备很奏效，如：具特定官能团，因稳定性原因无法与金属锂反应制备的一类化合物。
4. 第四种制法是通过有机锂化合物与另一种有机金属化合物反应制备。这同样是一种平衡反应，强电正性金属（锂）会连接于更强电负性的有机基团上。如通过四乙烯基锡与苯基锂反应合成乙烯基锂，而乙烯基锂通过其他方法难于制备。
5. 第五种制法是有机化合物与有机锂类化合物发生去质子化，该类反应属于酸碱中和反应。

## 结构
有机锂试剂可发生聚合反应，锂原子可与一个或更多碳原子配位而碳原子可与一个或更多的锂原子配位。三个因素可影响锂试剂的聚合反应：相反电荷之间的静电作用；锂原子的配位壳是溶剂分子或是路易斯碱；烃基基团的空间位阻。 锂原子倾向于形成三角形或更高级的聚合体。  
固态甲基锂中，四个锂原子与每个盖有甲基的面形成一个四面体，而每个甲基则同时连接三个锂原子（η3哈普托數）。
(MeLi)4单元之间的远程相互作用基于η3-Li-CH3-η1-Li键。丁基锂形成六聚体的Li6八面体而没有任何的远程相互作用。
与路易斯碱加成，如溶剂：二甲醚或THF或氮配体TMEDA，PMDTA或鹰爪豆碱等，都可使有机锂化合物去聚合化，提高其溶解性与活性。MeLi与(-)-鹰爪豆碱的固态配合物为二聚体。丁基锂与PMDTA的配合物是最接近单体的丁基锂化合物。
在溶液中，甲基锂的THF溶液在1M的浓度时为四聚体，丁基锂的苯溶液在3M的浓度时为六聚体；在THF溶液中1M浓度时为四聚体。t-BuLi在THF为二聚体。异丙基锂在环戊烷溶液中是六聚体、八聚体和九聚体的混合物。
类似于立方烷的四聚体A比起二聚体B几乎没有活性，它首先形成混合－二聚体C而后在最终形成对称二聚体D。实际上，二聚体比起四聚体的活性比例达到3.2x108。

## 用途
由于锂原子的电正性，有机锂化合物显示出强烈的极性，因此有机锂化合物都是高活性的亲核试剂，它们可与几乎所有类型的亲电试剂发生反应。与格氏试剂相比，它们具有更高的活性。也因此，有机锂试剂对于水、氧（O2），二氧化碳都很敏感，反应过程中须在保护气体下操作，如：氮气，或更佳的氩气。
普通的商业市售有机锂化合物常以强碱使用，如：n-BuLi、sec-BuLi、t-BuLi、MeLi与PhLi。有机锂化合物可将除烷烃的大多数含氢化合物进行去质子化（也称：金属化或Li/H交换反应）。理论上讲，当酸性化合物的pKA比反应后的锂物种强2以上，去质子化过程就可进行完全；但实际过程中，pKA的差别更大会有助于一些C-H键酸性更差的物质去质子化的速率。由于烷基是弱的电子供体，因此有机锂试剂的碱性会随烷基取代基的增加而增强。叔丁基锂是市售锂试剂中最强的烷基锂试剂，其pKa超过53。金属化反应是合成许多有机锂化合物的常用条件，一些例子如下：

有机锂化合物还常用于对羰基化合物与其他含碳亲电试剂的亲核加成反应。羰基化合物去质子化形成的烯醇式是该反应的一种副反应，尤其当锂试剂是叔丁基锂类的大位阻化合物。格氏试剂虽活性较弱，但可作为该加成反应的替代试剂，以防止发生去质子化的问题。
有机锂试剂的另一个重要用途，是通过和金属卤代物反应，用于制备其他有机金属化合物。特别是用于在有机合成化学中，用于制备有机铜试剂（包括如：吉尔曼试剂），该反应通过RLi有机锂化合物与碘化亚铜或溴化亚铜反应，该反应还可通过与氯化锌反应制备有机锌试剂。甚至格氏试剂也可通过RLi与MgBr2反应制备，同样有机锂试剂可通过有机锡、有机硅、有机硼、有机膦与有机硫类化合物的与合适的亲电试剂反应制备。
最新的化学工艺综述表明，最常用的有机锂试剂为：甲基锂、丁基锂、正己基锂、仲丁基锂与苯基锂。 另两种常用的大位阻有机锂强碱为：二异丙基氨基锂（LDA）与六甲基二硅基胺基锂（LiHMDS）。
芳基锂衍生物是定向邻位金属化反应的中间体，如：从二甲基苄胺与丁基锂反应制备的Me2NCH2C6H4-2-Li

## 反应
下列是一些有机锂化合物概括性的反应：
- 具有任何酸性质子的化合物与之发生去质子化反应。
- 与羰基化合物反应，如：酮、醛形成醇。[4]
- 与环氧化合物反应生成醇。
- 与羧酸盐或酰氯反应得到相应的酮。[5]
- 与羧酸酯发生反应得到相应的三级醇。在下例中，乙基锂被证实非常具有活性，而相应若换为乙基溴化镁则主要得到还原产物。[6]

- 与肟反应得到相应的胺。[4]
- 与异腈反应得到相应的醛亚胺锂盐，继续水解可得到醛。[7]
- 与一些环氧化合物反应得到相应的烯烃。[8]

有机锂试剂在大多数反应中，还同样与醚类溶剂发生反应。下表为一些常见有机锂试剂在常用醚溶剂中的半衰期：
| 溶剂/温度         | n-BuLi   | s-BuLi   | t-BuLi            | MeLi | CH2=C(OEt)-Li | CH2=C(SiMe3)-Li |
| ----------------- | -------- | -------- | ----------------- | ---- | ------------- | --------------- |
| THF/-20 °C        |          |          | 40 分钟, 360 分钟 |      |               |                 |
| THF/20 °C         |          |          |                   |      | >15 小时      | 17 小时         |
| THF/35 °C         | 10 分钟  |          |                   |      |               |                 |
| THF/TMEDA/-20 °C  | 55 小时  |          |                   |      |               |                 |
| THF/TMEDA/ 0 °C   | 340 分钟 |          |                   |      |               |                 |
| THF/TMEDA/20 °C   | 40 分钟  |          |                   |      |               |                 |
| 乙醚/-20 °C       |          |          | 480 分钟          |      |               |                 |
| 乙醚/0 °C         |          |          | 61 分钟           |      |               |                 |
| 乙醚/20 °C        | 153 小时 |          | <30 分钟          |      |               | 17 天           |
| 乙醚/35 °C        | 31 小时  |          |                   |      |               |                 |
| 乙醚/TMEDA/ 20 °C | 603 分钟 |          |                   |      |               |                 |
| DME/-70 °C        |          | 120 分钟 | 11 分钟           |      |               |                 |
| DME/-20 °C        | 110 分钟 | 2 分钟   | <<2 分钟          |      |               |                 |
| DME/0 °C          | 6 分钟   |          |                   |      |               |                 |